# Rancho

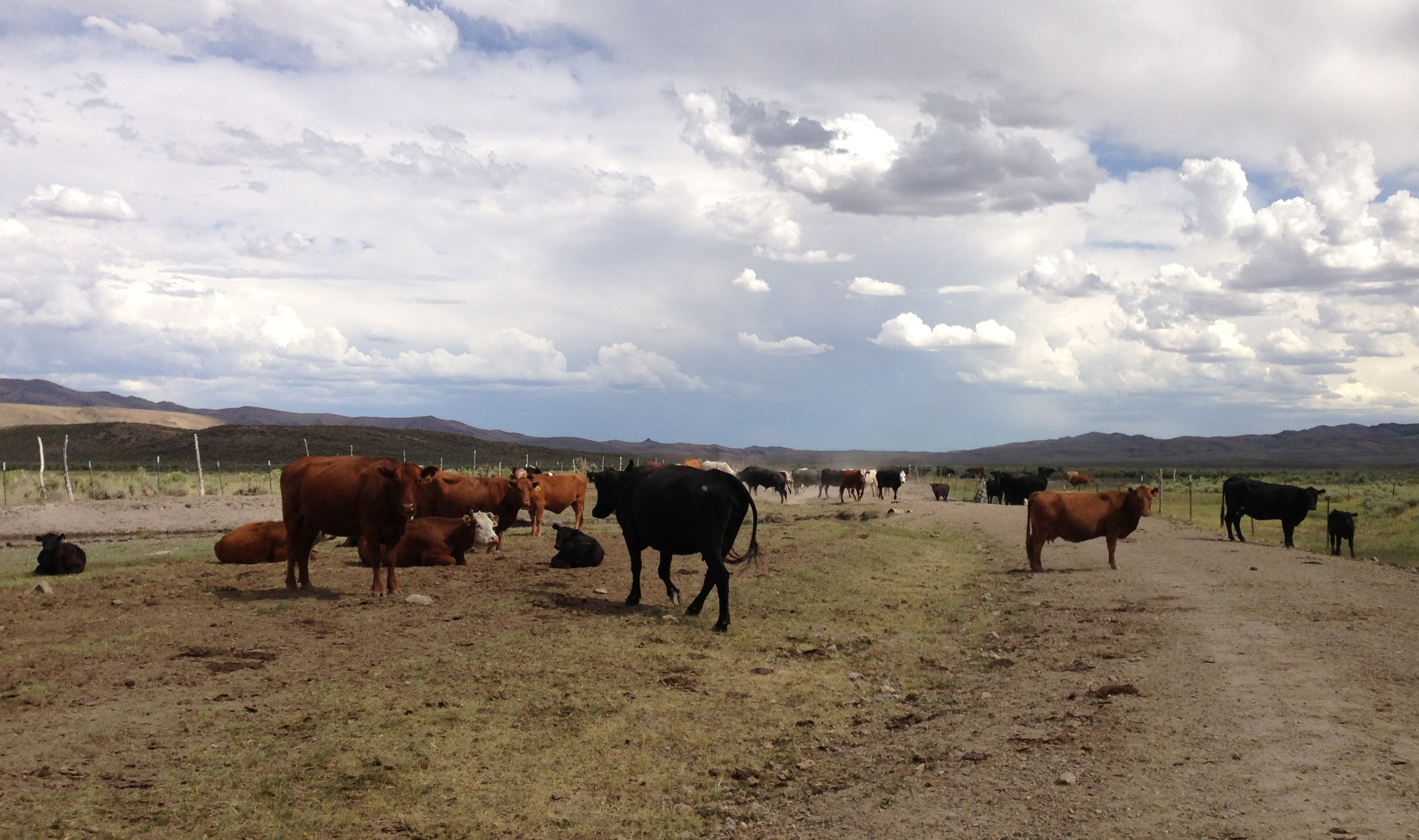
Gado num rancho próximo do rio Bruneau no condado de Elko.

Rancho é uma propriedade rural onde geralmente existe uma habitação e em sua volta, campos para criação de gado. A palavra mais frequentemente se aplica às operações de criação de gado no México, oeste dos Estados Unidos e Canadá, embora haja ranchos em outras áreas.
Os ranchos geralmente consistem em grandes áreas, mas podem ser de quase qualquer tamanho. No oeste dos Estados Unidos, muitas fazendas são uma combinação de terras privadas suplementadas por arrendamentos de pastagem em terra sob o controle do Bureau of Land Management ou do United States Forest Service. Se o rancho inclui terra arável ou terra irrigada, a fazenda também pode se envolver em uma quantidade limitada de fazenda, levantando colheitas para alimentar os animais.
Os ranchos que atendem exclusivamente a turistas são chamados de ranchos de hóspedes, ou coloquialismo, ranchos. A maioria dos ranchos que trabalham não atendem aos hóspedes, embora possam permitir que caçadores particulares ou caçadores entrem em suas propriedades para caçar animais selvagens nativos. No entanto, nos últimos anos, algumas operações menores têm acrescentado algumas características do rancho, como passeios a cavalo, passeios de gado ou caça guiada, na tentativa de gerar renda adicional. A pecuária faz parte da iconografia do "Wild West", como visto em filmes ocidentais e rodeios.
No  Brasil a palavra  rancho é geralmente  utilizada  para se referir a uma casa simples, principalmente no  interior. 